# ویکی‌پدیای بلاروسی (کلاسیک)
ویکی‌پدیای بلاروسی (کلاسیک) نسخه‌ای از ویکی‌پدیا به زبان بلاروسی می‌باشد که در تاریخ ۱۲ اوت ۲۰۰۴ افتتاح شد و تا تاریخ ۲۶ اوت ۲۰۱۰ با داشتن ۲۷۰۰۰ مقاله در رتبه ۶۶ قرار داشت.
تا تاریخ ۱۵ ژوئیه ۲۰۱۱ این دانش‌نامه با بیش از ۳۷٬۰۰۰ مقاله در رتبهٔ شصت‌ویکم ویکی‌پدیاها قرار دارد.